# Santo Daime

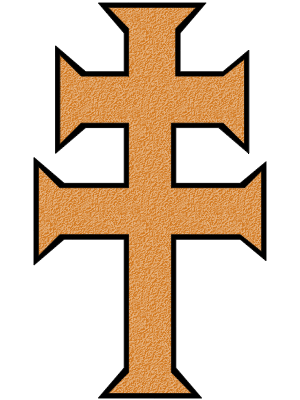
Santo Cruzeiro, aussi connu sous le nom de la Croix-Caravaca.

Le Santo Daime (Saint Don) est un mouvement religieux originaire de l’Amazonie brésilienne dont le fondateur est Raimundo Irineu Serra (né à São Vicente Ferrer le 15 décembre 1892, mort à Alto Santo, Acre, le 6 juillet 1971) et qui utilise l'ayahuasca comme sacrement religieux.

## De Mestre Irineu à Padrinho Sebastião

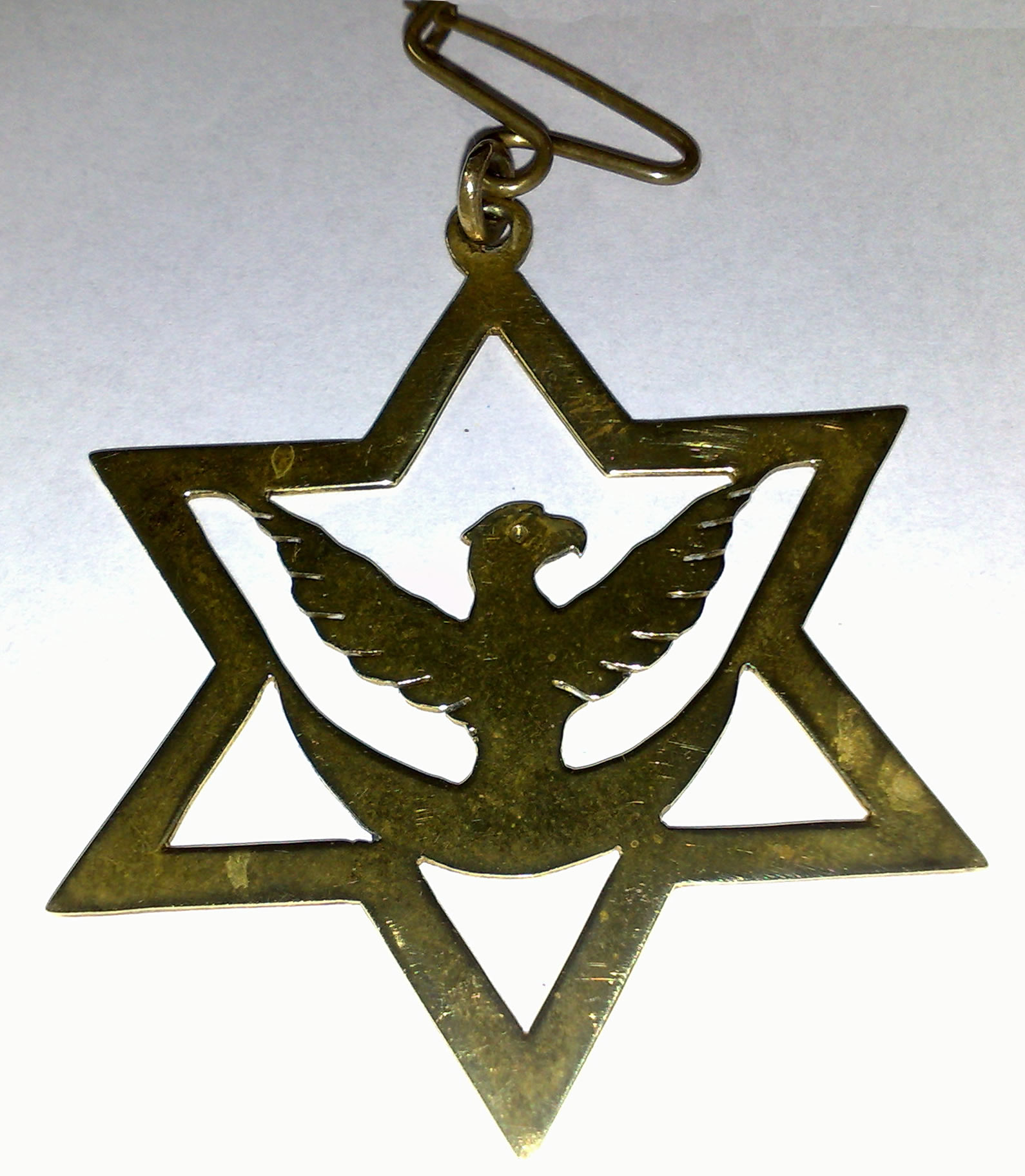
Etoile utilisée avec l'uniforme (Farde) pendant les rituels (travaux).

Raimundo Irineu Serra a travaillé à l’extraction du caoutchouc dans la forêt amazonienne où il aurait rencontré un ou plusieurs chamanes qui lui ont fait découvrir l’ayahuasca, un breuvage de plantes dont l'usage dans ces contrées semble immémorial[réf. nécessaire].
La mythologie[Laquelle ?] raconte qu'ayahuasca était le nom d’un grand guerrier Inca qui, pour fuir les massacres des conquistadors espagnols, se serait réfugié au Machu Picchu en passant par les sentiers secrets des Incas, dans la forêt amazonienne, d’où il a répandu la sagesse de son peuple et l’usage de la Boisson Sacrée appelée également « liane de l’âme » ou encore « liane des morts ».
En 1930, Raimundo Irineu Serra, appelé Mestre Irineu, fonda une lignée spirituelle qui utilise l’ayahuasca comme sacrement, rebaptisée Santo Daime, dans le cadre de la tradition chrétienne en syncrétisme avec le chamanisme et les valeurs spirituelles du métissage brésilien (amérindien, africain, oriental). Il réunit autour de lui des personnes de croyances et de conditions sociales extrêmement différentes pour préserver les rites des peuples asservis tout en les réconciliant avec la foi chrétienne.
À sa mort, Sébastião Mota de Melo, qui travaillait avec lui dans cette lignée spirituelle a fondé la communauté Daimiste « Colônia Cinco Mil » à Rio Branco en Acre. Au fil des ans, la communauté a pénétré la forêt amazonienne, où elle s’est fixée, d’abord à « Rio do Ouro », pour s’installer ensuite à « Ceu de Mapia » avec l’accord du gouvernement brésilien, qui leur a confié la protection de deux réserves forestières nationales : Purus, 256 mille hectares et Mapia-Inaumi, 311 mille hectares.
Sébastião Mota de Melo est mort à Rio de Janeiro en 1990. Son fils Alfrédo Grégorio de Melo a pris sa succession et continue, avec l’expansion du mouvement dans le monde, de répandre la foi daimiste.

## Le Santo Daime au Brésil

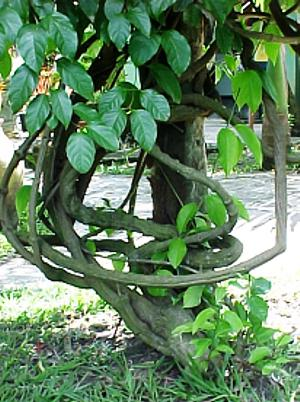
Liane Jagube.

Le Santo Daime est officiellement reconnu au Brésil depuis 1972, après une étude diligentée par le Confen (bureau fédéral des narcotiques)  et la Dimed (ministère de la santé publique), le rapport de ces deux organismes gouvernementaux brésiliens ayant conclu à l’innocuité des principes psychoactifs contenu dans l’ayahuasca et à l’impact positif de ce culte sur l’intégration sociale de ses membres.
Resolução No 1, du 25 janvier 2010 :
Le 6 décembre 2006, le Président du Gabinete de segurança institucional, le Général Armando Félix, a approuvé, lors de l'assemblée plénière du « CONAD » (Conseil National Anti Drogues), le compte rendu final que lui a remis, le 23 novembre 2006, le groupe multidisciplinaire de travail, composé de 6 chercheurs, désignés par le « CONAD », selon les thèmes suivants : Anthropologie, Pharmacologie, Social, Psychiatrie, Juridique ainsi que 6 représentants des principaux groupes religieux brésiliens, utilisant l’ayahuasca comme sacrement. Il a réitéré la liberté de l’utilisation religieuse de l’Ayahuasca, en considérant l’inviolabilité de conscience et de croyance ainsi que la garantie de protection de l’État pour les manifestations des cultures populaires, indigènes et afro-brésilienne, sur la base des art. 5⁰, VI et 215, et 1⁰ de la Constitution du Brésil, qui permet d’éviter toutes formes de manifestations de préjugés.
En mai 2008, le ministre de la Culture, Gilberto Gil, a reçu de l'Institut de patrimoine historique et artistique (IPHAN) une demande de reconnaissance de l'usage rituel de l'ayahuasca comme un atout culturel de nature immatérielle. La demande a été évaluée par la Chambre technique de patrimoine immatériel (MINC), où il a été nécessaire de développer les études sur d'autres utilisations de thé dans les expressions culturelles traditionnelles des peuples de l'Amazonie, notamment dans les communautés autochtones. La conclusion de cette étape est essentielle pour soutenir la décision de l'Office sur la demande de reconnaissance du thé en tant que patrimoine culturel brésilien.

## L'expansion du Santo Daime dans le monde et en France

Diméthyltryptamine, ou DMT. Principe actif de l'ayahuasca.

Au cours de la dernière décennie, ce culte a connu une expansion dans deux directions. La première vers le cœur même de la forêt amazonienne (principalement dans la région de la haute vallée du Jurua). La deuxième vers les autres pays du monde : les États-Unis, le Canada, le Japon et pratiquement tous les pays européens dont la France. Au Canada la consommation d'ayahuasca est interdite en général, mais bénéficie d'une exemption pour la pratique religieuse, notamment de Santo Daime, dans le cadre de cérémonies suivant un protocole élaboré conjointement avec Santé Canada. À la suite des procès qui ont eu lieu dans trois pays européens : l’Espagne, les Pays-Bas, et la France, l'ayahuasca n'a pas été reconnue illégale. Mais le 20 avril 2005, le ministère de la santé français a inscrit les principales plantes qui composent l'ayahuasca, sur la liste des produits stupéfiants, interdisant par conséquent la pratique du Santo Daime sur le territoire français. Un recours a été déposé devant le Conseil d'État en juillet 2005 pour demander l'annulation de l'arrêté qui prohibe l'ayahuasca, au nom de la liberté religieuse du Santo Daime, qui l'utilise comme sacrement. « Au regard des préoccupations de santé publique », ce recours a été rejeté lors de la séance du 3 décembre 2007 (lecture du 21 décembre, communication aux requérants le 4 janvier 2008).
Le 25 novembre 2011 l’Association Française « Liberté du Santo Daime » a adressé une lettre au ministère de la Santé pour demander, au nom de la liberté religieuse et de la diversité culturelle, l'ouverture d'un dialogue en vue d'obtenir une dérogation pour utiliser l’Ayahuasca–Santo Daime dans le cadre de son rituel religieux.

### Vidéos
- (fr) Extrait France 5
- (fr) Daime : Le Vin Fort de Forêt
- (fr) Usage rituel de l’ayahuasca, expérience mystique et institution religieuse Séminaire de l’EHESS - « Visions de l’ayahuasca » : Approche pluridisciplinaire des usages contemporains de l’ayahuasca
- (fr) O Santo Daime (1993). Film de Patrick Deshayes sur d'autres lignées (forme du rituel différente) du Santo Daime (sur Youtube en plusieurs parties).